# Lista de alcaides de Toledo
Este anexo é composto por uma lista de Alcaides de Toledo:
1. Atribuição lendária do primeiro governo militar da cidade ao Cid Campeador.
2. Álvar Fañez "Minaya", que confirma como alcaide num documento de 1095.
3. Guterre Soares, rico-homem, que confirma como Goter Suariz, Princeps Toletana militis.
4. Miguel Cidiz, Rico-homem.
5. Martin Gonçalves
6. Rodrigo Álvares, já no tempo de Afonso VII, o Imperador.
7. Goter Hermegildez, que confirma como alcaide, em 1126, numa doação de 2 vilas a um convento.
8. Rodrigo Gonçalves de Lara (m. depois de 1144), conde e filho do conde Gonçalo Nunes I de Lara e alcaide de Toledo desde 1120.
9. Rodrigo Fernandes de Castro
10. Guterre Roiz de Castro, “o Escalavrado”, que confirma como alcaide numa escritura de 1149.